# DAG400 (meteorit)
 Meteorit Dar al-Gani 400 ali DAG 400 je luneit, ki je na Zemljo padel 10. marca 1998 v Libiji na področju Dar al_Gani (centralna Libija). 

Ima maso 1,425 kg. Je največji doslej najdeni meteorit, za katerega trdijo, da ima svoj izvor na Luni.
Vsebnost elementov je značilna za lunarne gore. Meteorit je delno pokrit z rjavo skorjo, na sveže odrezanih površinah je siv.